# Козловский район (Балашовская область)
Козловский район — район, существовавший в Воронежской и Балашовской областях РСФСР в 1938—1956 годах. Центр — село Козловка.
Козловский район был образован 21 ноября 1938 года в составе Воронежской области путём разукрупнения Терновского района.
По данным на 1940 год район включал 7 сельсоветов: Киселевский, Козловский 1-й, Козловский 2-й, Костино-Отдельский, Николаевский, Ново-Спассовский и Тамбовский.
6 января 1954 года район был передан в состав новой Балашовской области.
30 ноября 1956 года Козловский район был упразднён, а его территория передана в Терновский район.